# I Knew You When
I Knew You When è il diciottesimo album in studio del cantautore statunitense Bob Seger, pubblicato nel 2017.

## Tracce
Testi e musiche di Bob Seger, eccetto dove indicato.
1. Gracile – 2:48
2. Busload of Faith – 4:32 (Lou Reed)
3. The Highway – 3:38
4. I Knew You When – 3:53
5. I’ll Remember You – 3:48
6. The Sea Inside – 4:14
7. Marie – 3:26
8. Runaway Train – 4:10
9. Something More – 3:47
10. Democracy – 6:32 (Leonard Cohen)

Bonus tracks (Edizione deluxe)
1. Forward into the Past – 4:12
2. Blue Ridge – 3:50
3. Glenn Song – 2:49